# Néoarchéen
Stratigraphie
Mésoarchéen Paléoprotérozoïque
Protérozoïque
Le Néoarchéen est la plus récente des quatre ères géologiques qui composent l'Archéen. Le Néoarchéen s'étend de 2 800 à 2 500 millions d'années (Ma).

## Stromatolithes
Une équipe de chercheurs français de l'Institut de physique du globe de Paris et du CNRS est parvenue à repérer distinctement des traces de la vie dans des stromatolithes vieux de 2,7 milliards d'années, présentant de fortes similitudes avec les stromatolithes actuels, sortes de bulbes lithiques construits par des communautés bactériennes.
Ces édifices calcaires en forme de choux-fleurs semblent avoir constitué d'immenses tapis bactériens très actifs lors de l'Archéen, entre 4 et 2,5 milliards d'années. De tels gisements de stromatolithes ont été identifiés notamment en Afrique du Sud et en Australie, dans la formation de Tumbiana (datée de 2,72 milliards d'années), à 70 mètres de profondeur sous la nappe phréatique, où ils auraient été formés par des cyanobactéries.
L'utilisation de techniques de microscopie et de spectroscopie de haute résolution a permis d'étudier la matière organique et les minéraux associés directement au sein de la roche jusqu'à l'échelle du nanomètre, objets mille fois plus petits que ceux observés par la microscopie conventionnelle. Ces techniques ont permis d'observer les liens entre les micro-organismes fossiles et leur impact sur la matrice minérale. C'est ainsi que des nanocristaux d'aragonite présents dans les stromatolithes modernes ont été trouvés.